# Sara Canning
Sara Canning (født 14. juli 1987) er en canadisk skuespiller, der er mest kendt for sin rolle som Jenna Sommers i The Vampire Diaries.